# 湯宗
湯宗（1365年—1427年），字正傳，江浙行省溫州路平陽州（今浙江省溫州市平陽縣）人，明朝政治人物。
洪武末年，由太學生擢河南按察僉事，后改为北平。建文年间，其上书称燕王谋反，并说按察使陳瑛接受燕王朱棣金钱贿赂，有異謀。建文帝下诏逮捕陳瑛并安置于广西，而升任汤宗为山东按察使。后因事迁刑部郎中，出任苏州知府。
永樂年间，湯宗被逮捕下狱，后改为祿州判官。之后因黄淮举荐，召为大理寺丞。当时有人称其在建文年间事情，明成祖则称：“帝王惟才是使，何論舊嫌。”恰逢外國貢使病死，从者称医生杀人。被逮捕后，湯宗阅卷后称：“醫與使者何仇，而故殺之乎？”之后释放医生。后被任命赈济河南饥荒，之后回户部任职。解縉下獄时，湯宗被连坐入狱十年。明仁宗即位后，恢复官职，之后升南京大理寺卿。宣德二年去世。